# Reggie Freeman
Reginald Philip „Reggie” Freeman (ur. 17 maja 1975 w Nowym Jorku) – amerykański koszykarz, występujący na pozycjach rzucającego obrońcy lub niskiego skrzydłowego, posiadający także obywatelstwo Amerykańskich Wysp Dziewiczych, reprezentant tego kraju.
Przez lata występował w nowojorskich letnich ligach streetballowych, w tym najbardziej prestiżowej – Entertainers, Basketball Classic (EBC), rozgrywanej w Rucker Parku. W 1999 został mistrzem EBC wraz z zespołem Relativity, a rok później z Dunk.Net Posse. W 2003 reprezentował zespół S. Carter, należący do rapera Jay-Z. Ich drużyna nie dotarła wtedy na czas, na finał i zespół Terror Squadu zdobył mistrzostwo przez walkower. W kolejnym roku bronił barw zespołu Tommy Hilfiger, a w 2005 Terror Squadu, podobnie jak i w 2006. W 2005 dotarł wraz z reprezentacją Nowego Jorku do finałów ligi EBC America, gdzie ulegli oni 76-92 kadrze Los Angeles (w składzie znajdowali się między innymi: Baron Davis, Gilbert Arenas, J.R. Smith).
25 czerwca 2007 wziął udział w nowojorskim spotkaniu, w ramach And 1 Mixtape Tour. W składzie Nowojorczyków występował wspólnie z Zendonem Hamiltonem, byłym zawodnikiem NBA (Clippers, Nuggets, Raptors, 76ers, Bucks, Cavaliers) oraz Śląska Wrocław.
Można go zobaczyć na materiałach, poświęconych streetballowi – EBC Season I i II (2003), On Hallowed Ground (2000), ESPN Streetball (z tras And 1).
16 lutego 2008 został zawodnikiem Atlas Stali Ostrów Wielkopolski. Podczas 11 rozegranych spotkań notował średnio 5,8 punktu, 1,9 zbiórki, 1,1 asysty i 0,7 przechwytu.

## Osiągnięcia
Na podstawie, o ile nie zaznaczono inaczej.

### NCAA
- Uczestnik rozgrywek:
  - Sweet 16 turnieju NCAA (1997)
  - II rundy turnieju NCAA (1994–1997)
- Mistrz:
  - turnieju konferencji Southwest (SWC – 1994, 1995)
  - sezonu regularnego konferencji SWC (1994, 1995)
- MVP turnieju konferencji SWC (1996)
- Zaliczony do:
  - I składu:
    - SWC (1996)
    - Big 12 (1997)

  - składu honorable mention All-American (1997 przez Associated Press)
- Lider:
  - Big 12 (550 – 1997)
  - SWC w:
    - liczbie:
      - (695) i średniej (22,4) punktów (1996)
      - przechwytów (70 – 1996)
      - celnych (237) i oddanych (630 rzutów z gry (1996)
      - oddanych rzutów za 3 punkty (270 – 1996)

### Drużynowe
- Mistrz:
  - Ligi Adriatyckiej (2004)
  - Francji (2002)
- Wicemistrz:
  - Ligi Bałtyckiej (2006)
  - Litwy (2006)
- Zdobywca pucharu Serbii i Czarnogóry (2003, 2005)
- Uczestnik rozgrywek TOP 16 Euroligi (2005/2006)

### Indywidualne
- MVP pucharu Serbii i Czarnogóry (2003)
- Lider ligi tureckiej w przechwytach (2000)

### Reprezentacja
- Uczestnik mistrzostw Ameryki (2009 – 10. miejsce)